# M1911
М1911 је амерички полуаутоматски пиштољ калибра .45 АCP, дизајниран од стране чувеног Џона Браунинга. Пиштољ M1911 је 1911. године уведен у наоружање Америчке војске која га је користила све до краја 1980-их. Многе армије, попут Грчке војске све до данашњих дана користе овај пиштољ као службени.
М1911 је оружје са најдужим веком употребе, дуже од једног века служи као поуздано и веома добро оружје и као такав је постао легенда међу љубитељима оружја широм света.

## Историја
Након што је Америчка војска објавила тендер за полуаутоматски пиштољ калибра најмање .45, Џон Браунинг, који је у то вријеме радио у фирми Колт, преуређује свој пиштољ калибра „.38 Special” тиме што му мијења калибар на „.45 ACP”. Овом измјеном он на тестирање даје један већ испробан полуаутоматски пиштољ док једини конкурент, фирма „Savage”, својим концептом не може задовољити потребе војске. Занимљиво је да је америчка комисија тестирала и њемачке пиштоље Лугер П08 који су на крају избачени јер је америчкој војсци било важно да нови пиштољ буде домаћег дизајна. Послије тактичких проба, одлучено је да овај пиштољ од 1911. постаје службени пиштољ америчких војних снага.
М1911 је уведен у наоружање 29. марта 1911. под ознаком „Model of 1911”, касније промењено у „Model 1911” и на крају средином 1920-их добија коначну ознаку М1911.
Норвешка је била први страни корисник пиштоља М1911 која га је у наоружање увела 1914.

## Војна употреба
М1911 је коришћен у многим сукобима почевши од Првог и Другог светског рата, преко Корејског и Вијетнамског рата па све до данашњих дана.
Војска Грчке користи пиштоље М1911 као службене пиштоље док их је америчка војска током 1980-их заменила пиштољима Берета М9 али се М1911 и даље може наћи код америчких специјалаца.
Велику примену пиштољи М1911 су видели током Ирачко-иранског рата када су ирански официри били наоружани овим пиштољима које је у наоружање увео шах Мохамед Реза Пахлави. Током 1990-их Иранска војска је ове пиштоље заменила домаћим копијама пиштоља „SIG P226”.